# Сушміта Банерджі
Сушміта Банерджі, також відома як Сушміта Бандгопадх'яй і Саєда Камала (1963/1964 – 4/5 вересня 2013) - письменниця та активістка з Індії. Її роботи включають мемуари Kabuliwalar Bangali Bou (A Kabuliwala's Bengali Wife; 1997), засновані на її досвіді виходу заміж за афганця та її перебування в Афганістані під час правління талібів. Історія була використана як основа для боллівудського фільму Втеча від Талібану. Її вбили у віці 57 років підозрювані бойовики Талібану ввечері 4 вересня або рано вранці 5 вересня 2013 року біля свого будинку в провінції Пактіка, Афганістан.

## Життя
Сушміта Банерджі народилася в Калькутті (сучасна Калькутта, Індія) в сім'ї бенгальських брахманів середнього класу. Її батько працював у відділі цивільного захисту, а мати була домогосподаркою. Вона була єдиною сестрою трьох своїх братів. Вперше вона зустріла свого майбутнього чоловіка Джанбаза Хана, афганського бізнесмена, на театральній репетиції в Калькутті і вийшла за нього заміж 2 липня 1988 року. Шлюб відбувся таємно в Калькутті, оскільки вона боялася, що її батьки заперечать. Коли її батьки намагалися розлучитися, вона разом з Ханом втекла до Афганістану. Потім вона дізналася, що у її чоловіка була перша дружина Гулгуті. У своїй книзі Гулгуті описана як одна з дружин свого шурина. Незважаючи на шок, вона продовжувала жити в родовому домі хана в селі Патія з трьома зятями, їхніми дружинами та дітьми. Пізніше Хан повернувся до Калькутти, щоб продовжити свою справу, але Банерджі повернутися не змогла.
Банерджі зробила дві невдалі спроби втекти з Афганістану. Її впіймали та тримали під домашнім арештом. Проти неї була видана фетва, і вона мала померти 22 липня 1995 року. За допомогою сільського голови вона остаточно втекла. Вона досягла Кабула і вилетіла назад до Калькутти 12 серпня 1995 року.
Вона жила в Індії до 2013 року, опублікувала кілька книг. Після повернення до Афганістану вона працювала медичним працівником у провінції Пактика на південному сході Афганістану і почала знімати життя місцевих жінок.

## Смерть
За даними афганської поліції, в ніч на 4 вересня 2013 року до її будинку в Пактиці проникли підозрювані терористи талібів. Вони зв’язали її чоловіка і втекли з нею. Її труп знайшли рано наступного дня на околиці столиці провінції Шарани. На тілі було 20 слідів від куль. Поліція припустила, що вона могла стати мішенню з різних причин. Талібан свою причетність заперечував. Пізніше речник угруповання талібів-ренегатів оголосив, що Банерджі вбито, оскільки вони вважали її «індійською шпигункою».

## Книги
Сушміта Банерджі написала Kabuliwalar Bangali Bou («Бенгальська дружина Кабулівали») у 1995 році. У 2003 році за книгою був знятий боллівудський фільм «Втеча від Талібану» з Манішою Койралою у головній ролі. Вона є авторкою Талібані Атьячар — Деше о Бідеше (звірства талібів в Афганістані та за кордоном), ullah Omar, Taliban O Ami (Мулла Омар, Талібан і я) (2000), Ek Borno Mithya Noi (Ні слова не брехня) (2001) і Sabhyatar Sesh Punyabani ("Лебедина пісня цивілізації").

## Зовнішні посилання
- Біографія Сушміти Банерджі [Архівовано 8 вересня 2013 у Wayback Machine.], 2013, news.biharprabha.com